# Ludolf Backhuysen

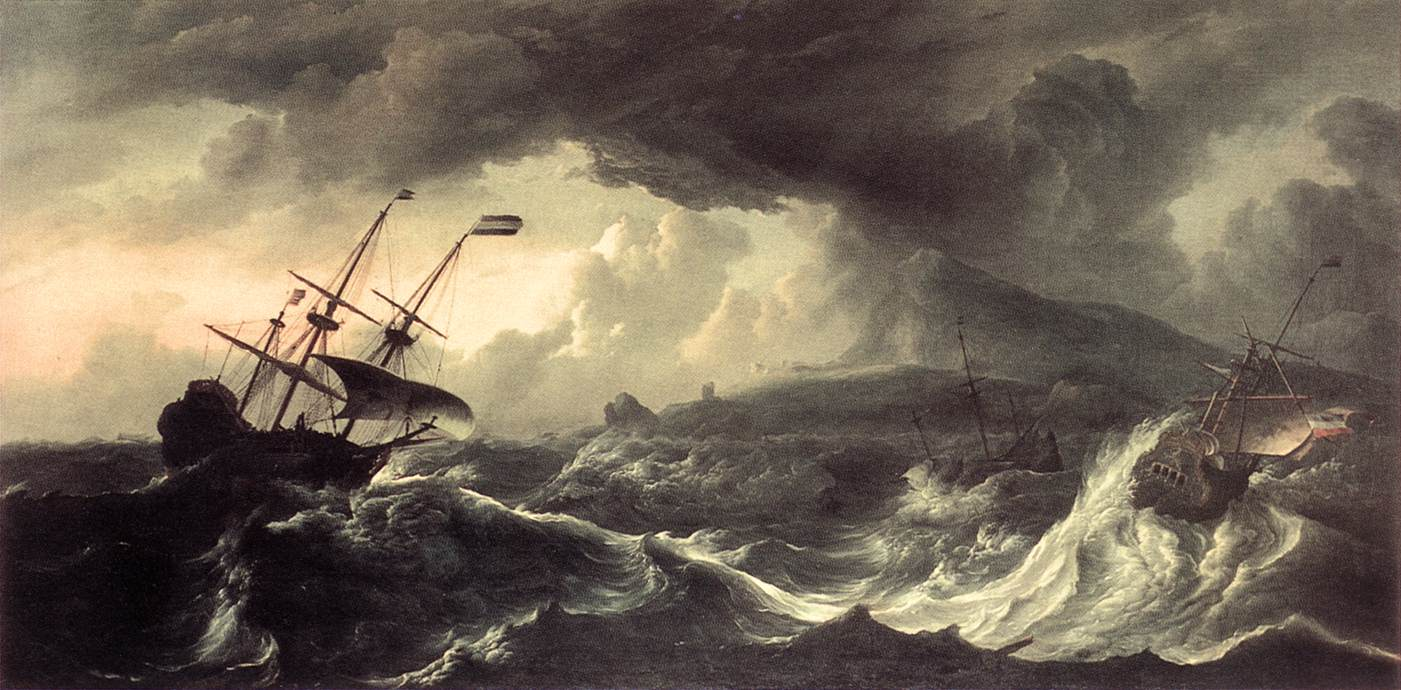
Vaixells encallant en una tempesta de Ludolf Backhuysen, anys 1690, oli en llenç, 173,5 x 341 cm, Museus reals de Belles Arts de Brussel·les

Ludolf Backhuysen o Bakhuizen (Emden, Hannover, 28 de desembre de 1630 - Amsterdam, 17 de novembre de 1708) fou un pintor i gravador especialitzat en marines
Bakhuysen va començar la seva carrera com a comptable. Treballant per a un comerciant d'Amsterdam va descobrir una inclinació tan forta cap a la pintura que va abandonar el negoci i es va dedicar a l'art. Va emigrar a Holanda en finalitzar la Guerra dels Trenta Anys. Va estudiar primer amb Allart van Everdingen i després amb Hendrik Dubbels, dos mestres de l'època que aviat van elogiar les seves marines.
Va ser un estudiós de la natura. Les seves composicions, són gairebé totes variacions sobre el mateix tema, el mar, marcat per un intens realisme i una fidel imitació de la natura. En els seus últims anys, Backhuysen va realitzar gravats i es va especialitzar en la cal·ligrafia.
En vida, Backhuysen rebre la visita de Cosme II de Mèdici i Pere el Gran. El 1699 va obrir una galeria d'art a la planta superior de l'ajuntament d'Amsterdam. Després d'una visita a Anglaterra, va morir a Amsterdam el 17 de novembre de 1708.